# Serokonwersja
Serokonwersja – rozwój specyficznych przeciwciał w surowicy krwi, powstających na skutek zakażenia lub po szczepieniu. W celu określenia obecności przeciwciał wykonuje się badanie serologiczne. Przed serokonwersją badania krwi na przeciwciała są seronegatywne, a po serokonwersji seropozytywne.
Słowo to jest często używane w odniesieniu do badania krwi na obecność przeciwciał anty-HIV.

Przeczytaj ostrzeżenie dotyczące informacji medycznych i pokrewnych zamieszczonych w Wikipedii.